# O půlnoci tancoval drak
O půlnoci tancoval drak je název českého vydání povídkové sbírky amerického spisovatele Raye Bradburyho One More for the Road (2002, Další kniha na cestu). Sbírka obsahuje dvacet pět povídek, z nichž sedmnáct vyšlo poprvé v této knize. Příběhy nastavují zrcadlo vztahům dospělých dětí k rodičům, nadějím i zoufalství starých lidí, nebo vypráví o inspirativním světě podivínů. V mnohých prózách se objevují tajemné či fantastické motivy. Kniha je zakončena autorovým esejem Afterword: Metaphors, the Breakfast of Champions (Doslov: Metafory, snídaně Mistrů).

## Obsah sbírky
- První den (2002, First Day). Charlie Douglas si vzpomene, že si před padesáti lety s dalšími třemi kamarády slíbili, že se právě v tento první školní den sejdou před svojí starou školou. Charlie tam své přátele opravdu najde, ale po letech si už spolu nemají co říct.
- Transplantace srdce (1981, Heart Transplant). Milenci vysloví přání, aby ona milovala svého manžela a on svou ženu. Stane se zázrak a přání se splní, ovšem jen napůl. Milenka odejde a muž zůstane sám.
- Quid pro quo (2000). Stroj času umožní dramatické setkání mladého talentovaného spisovatele s jeho budoucím zruinovaným já.
- Po plese (2002, After the Ball). Ples skončil a všichni jedou vlakem domů. V jednom kupé spolu cestují starý muž a stará žena zpět v čase do dob svého mládí.
- In memoriam (2002). Otec se nemůže ani po letech vyrovnat se ztrátou svého syna, který zmizel v Saigonu. Oplakává jej a trpí nespavostí do té doby, než si jednou v noci se zavřenýma očima zahraje se synem poslední basketbalový zápas.
- Tete a tete (2002, Tête-à-Tête). Již téměř padesát let sedává každý večer starý manželský pár na lavičce v parku a hádají se tak, že to vypadá, že jeden druhého neposlouchá. Ve skutečnosti jeden druhého potřebují ke svým hádavým odpovědím. Když pak starý pán zemře, jeho paní si aspoň nadává s jeho hlasem na magnetofonu.
- O půlnoci tancoval drak (2002, The Dragon Danced at Midnight). Opilý promítač zpřehází kotouče s filmem, ale kritici považují to, co viděli, za nejlepší avantgardní film a oslavují režiséra s producentem.
- Devatenáctá jamka (2002, The Nineteenth). V povídce se vypravěč setká se starým mužem, který na golfovém hřišti sbírá ztracené golfové míčky, aby je mohl prodat. Vzpomene si přitom na svého otce, který dělal to samé. Muž je mu povědomý a on je povědomý jemu a dokonce se stejně jmenují.
- Bestie (2002, Beasts). Hlavní hrdina povídky je tajemnými nočními telefonáty málem dohnán k šílenství.
- Podzimní odpoledne (2002, Autumn Afternoon). Malá Judith se svými dvěma tetami v jeden podzimní den uklízejí půdu, kde objeví staré kalendáře s výpiskami, co se který den dělo.
- V prázdnotě je spousta místa k pohybu (2002, Where All Is Emptiness There Is Room to Move). V opuštěném mexickém městě žije jeden člověk, který si pročítá staré noviny a předstírá, že žije v době před šestašedesáti lety. Náhodný návštěvník se ho snaží varovat, že do města přijedou filmaři a celé ho zničí.
- One-woman show (2002). Novinář udělá rozhovor s manželem slavné herečky. Potom jedou společně do divadla, kde právě vystupuje. Zatímco všichni diváci i sám reportér jsou uneseni, manžel se na ni nechce vůbec dívat.
- Rozlučkové turné Laurela a Hardyho po systému Alfa Centauri (2000, The Laurel and Hardy Alpha Centauri). Laurel a Hardy byli dvě stě let po své smrti oživeni ve své černobílé podobě, aby chránili lidi ve vesmíru před osamělostí.
- Zbytky (2002, Leftovers). Vyprávěné o manželském páru, kterému stále volají dřívější partneři jejich dcer, přátelé přátel, bratranci známých a ti všichni od nich chtějí pomoc se svými vztahy.
- Další kniha na cestu (2002, One More for the Road). Za nakladatelem přijde mladý spisovatel s úmyslem napsat největší silniční román všech dob. Znamená to, že ho chce tisknout na pokračování na tabulky podél silnic.
- Tangerine (2002). Hlavní hrdina příběhu potká v restauraci známého, který tam dělá číšníka. Spolu vzpomínají na dobu před sedmapadesáti lety, kdy jim bylo devatenáct, na starou partu a na přítele Sonnyho, který měl rád píseň Tangerine a který spáchal sebevraždu.
- Úsměvy široké jak léto (1961, With Smiles as Wide as Summer). Letní povídka o jednom chlapci, který si nemohl najít kamarády.
- Uprostřed času (1947, Time Intervening). Starý muž cestuje časem a potkává sám sebe jako malého chlapce s maminkou, s kamarády, jako mladíka i jako dospělého muže
- Nepřítel v pšenici (1994, The Enemy in the Wheat). Na konci války spadne na pšeničné pole poblíž jedné farmy bomba, která však nevybuchne. Farmář ji chce hledat, ale bojí se výbuchu. A tak spolu se sousedy postává kolem, pije víno a řeční.
- Fore!  (2001). Večer zůstane na golfovém hřišti jeden hráč a zkouší si odpaly. Správce neví co s ním a nakonec si spolu dají ještě poslední kolo (slovo Fore se používá v golfu jako varování, pokud existuje možnost, že golfový míček může zasáhnout hráče nebo někoho z diváků).
- Můj syn Max (1993, My Son Max). Příběh muže, který když se dozvěděl, že jeho jediný syn je gay, rozhodl se mít další dítě se svou sekretářkou.
- Milovník literatury (2002, The F. Scott/Tolstoy/Ahab Accumulator). Milovník literatury sestrojí stroj času a s jeho pomocí navštěvuje v minulosti slavné spisovatele.
- Tak, můžeš něco říct na svou omluvu? (2002, Well, What Do You Have to Say for Yourself?). Manželka žádá po svém muži omluvu a dostane se jí rozsáhlé vysvětlení, že všichni muži jsou stejní. A manželka nakonec musí přiznat, že svého muže miluje.
- Diane de Foret (2002, Diane de Forêt). Smutná povídka o hřbitovu, kde je pochována krásná osmnáctiletá žena a o návratu ztraceného milence.
- Cvrček u krbu (2002, The Cricket on the Hearth). Povídka se jmenuje podle vánoční povídky Charlese Dickense. Hrdinové příběhu zjistí, že mají doma odposlouchávací zařízení. Ze všech sil se před ním snaží chovat normálně, aby vypadali jako každá jiná rodina.

## Česká vydání
- O půlnoci tancoval drak, Baronet, Praha 2003, přeložil Radvan Markus.